# Heteromyia castaenea
Heteromyia castaenea är en tvåvingeart som beskrevs av Lane 1946. Heteromyia castaenea ingår i släktet Heteromyia och familjen svidknott. Inga underarter finns listade i Catalogue of Life.